# Penstemon strictus
Espèce
Penstemon strictus  est une espèce de plantes de la famille des Plantaginacées, originaire d'Amérique du Nord. Elle est connue sous le nom de  Rocky mountain Beardtongue en anglais.

## Description
Cette espèce est pérenne et peut atteindre 90cm de hauteur. Les fleurs sont généralement de couleur bleue royal.